# Bermillo de Sayago
Bermillo de Sayago é um município da Espanha na província de Zamora, comunidade autónoma de Castela e Leão, de área 189,53 km² com população de 1267 habitantes (2007) e densidade populacional de 6,68 hab./km².

## Demografia
| Variação demográfica do município entre 1991 e 2004 | Variação demográfica do município entre 1991 e 2004 | Variação demográfica do município entre 1991 e 2004 | Variação demográfica do município entre 1991 e 2004 |
| --------------------------------------------------- | --------------------------------------------------- | --------------------------------------------------- | --------------------------------------------------- |
| 1991                                                | 1996                                                | 2001                                                | 2004                                                |
| 1730                                                | 1549                                                | 1358                                                | 1327                                                |